# Nam June Paik
Nam June Paik (* 20. Juli 1932 in Seoul, Chōsen; † 29. Januar 2006 in Miami Beach, Florida) war ein aus Korea stammender US-amerikanischer Komponist und bildender Künstler und gilt als ein Begründer der Video- und Medienkunst.

## Bedeutung

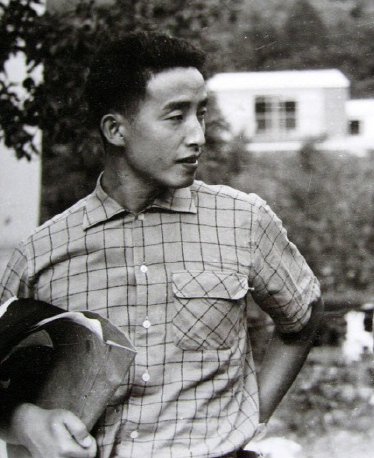
Nam June Paik, 1959

Nam June Paik war ein Pionier der Videokunst, der nach eigenen Aussagen von Karl Otto Götz dazu angeregt wurde, sich auf künstlerische Art und Weise mit dem Medium Fernsehen auseinanderzusetzen. Er schuf die Grundlage einer zeitbezogenen Kunst, die bewegte Bilder, Fernsehzitate, Klang aber auch technische Störungen sowie die Beteiligung der Zuschauenden als Kunstelemente begriff und einsetzte. Ursprünglich war er Komponist und studierte unter Karlheinz Stockhausen in Köln. Erst später, als Mitglied der Fluxus-Bewegung, wurde er bildender Künstler. Ab 1959 trat er durch Fluxus-Konzerte und Performances in Düsseldorf, Köln, Wiesbaden, Amsterdam, Stockholm, Oslo, Kopenhagen und Paris in Erscheinung. 1963 installierte er in der Wuppertaler Galerie Parnass zwölf Fernsehgeräte mit technisch manipulierten Schirmbildern. Nam June Paik war von 1979 bis 1996 Professor an der Kunstakademie Düsseldorf, lebte aber hauptsächlich in New York. Paik wird immer wieder als „Vater der Videokunst“ bezeichnet. Doch schuf Les Levine 1968 mit der Arbeit Iris die erste Closed-Circuit-Installation, und auch Wolf Vostell arbeitete zeitgleich an der technischen Manipulation von Bildröhren. Paik verband östliches Denken mit westlicher Avantgarde. Er griff Impulse aus Musik und bildender Kunst sowie technische Innovationen auf und setzte sie in seiner Kunst um.

## Leben

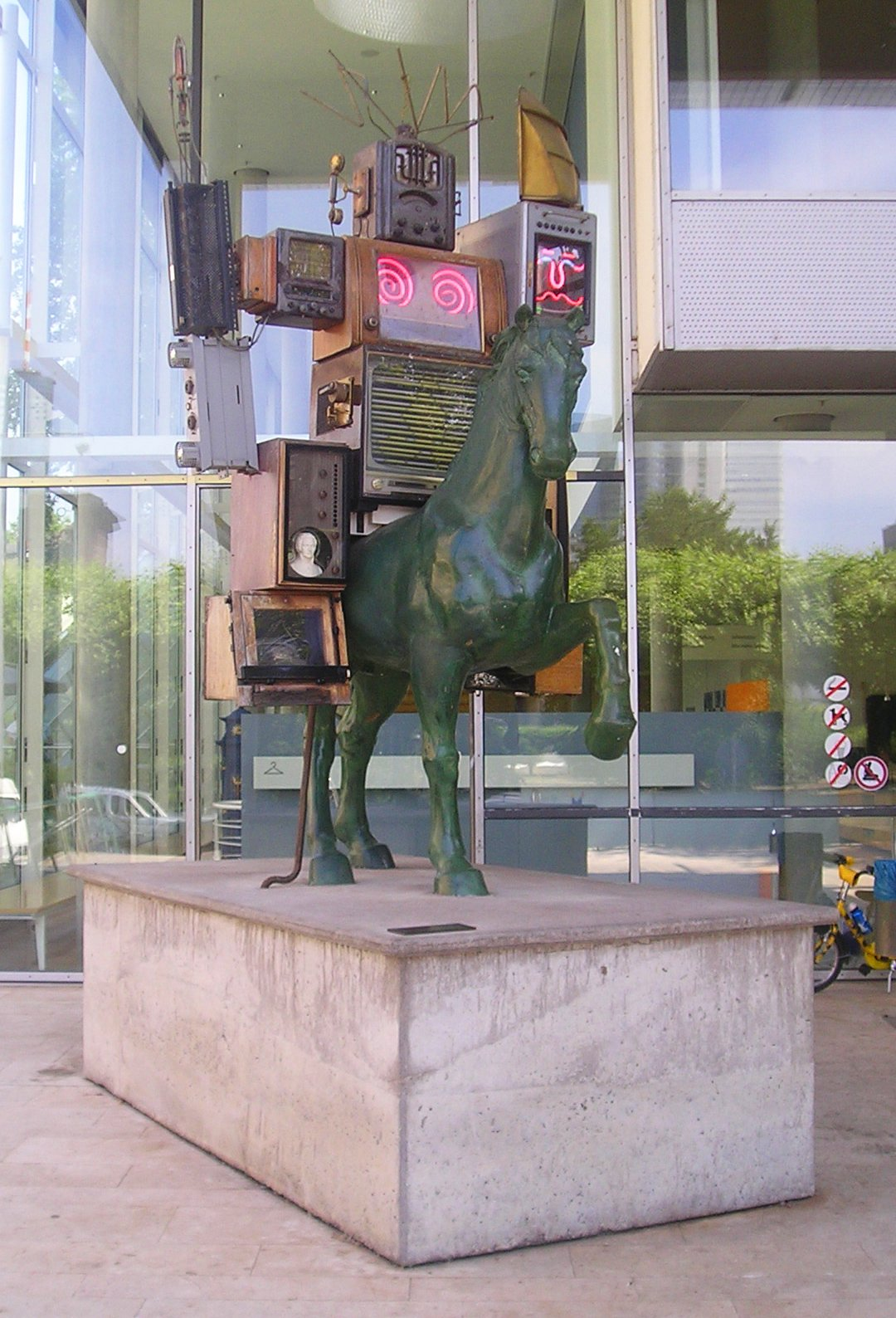
Nam June Paiks Reiterstandbild Pre Bell Man (1990) vor dem Museum für Kommunikation in Frankfurt am Main

Nam June Paik war Sohn eines koreanischen Textil- und Stahlunternehmers. Seine Familie floh zu Beginn des Koreakrieges 1950 aus dem damaligen Südkorea über Hongkong nach Tokio. Hier studierte Paik von 1952 bis 1956 westliche Ästhetik, Musikwissenschaft und Kunstwissenschaften. Gegenstand seiner Abschlussarbeit war das Werk des österreichischen Komponisten Arnold Schönberg. Im selben Jahr setzte Paik sein Musikwissenschaftstudium an der Münchner Universität fort und studierte darüber hinaus Komposition bei Wolfgang Fortner an der Hochschule für Musik Freiburg. Von 1958 bis 1963 arbeitete er mit Karlheinz Stockhausen im Kölner Studio für elektronische Musik des WDR. In Aufführungen von Stockhausens Komposition Originale 1961 wirkte Paik als Musiker mit. Inspiriert von der Musik von John Cage und dessen performativen Stil, insbesondere von dem Stück Music Walk (1958), entwickelte Paik das Konzept der „Aktionsmusik“, bei der er – wie in seiner ersten spektakulären Performance Hommage à John Cage von 1959 – auch Instrumente zertrümmerte und zufällige Geräusche mit klassischen Klängen mischte, die u. a. auch aus Tonbandgeräten kamen. Bei der Aufführung seiner Komposition Etude for Piano Forte (1960) schnitt er seinem Meister Cage, der im Publikum saß, die Krawatte ab. Zeitlebens blieb Paik seinen künstlerischen Anfängen im Rheinland verbunden, insbesondere der Galerie 22 in Düsseldorf und der Kölner Künstlerin Mary Bauermeister, in deren Ateliers er seine frühesten Arbeiten zu Gehör brachte.
Als Mitglied von Fluxus trat er in den frühen 1960er Jahren mit diversen Performances auf, gelangte auf diesem Weg zur experimentellen Kunst und schließlich zur Arbeit mit Fernsehern als Kunstobjekten. Zunächst arbeitete er nicht mit Video, sondern manipulierte Fernseher so, dass sie das vorhandene Fernsehprogramm verändert und verzerrt wiedergaben. Wegweisend war 1963 die Ausstellung Exposition of Music – Electronic Television in der Galerie Parnass in Wuppertal.
Paik baute auch Klanginstallationen mit experimentell modifizierten Schallplattenspielern und Tonbandgeräten. Als Sony in den späten 1960er Jahren erschwingliche Videokameras und -rekorder auf den Markt brachte, ging er dazu über, auch Videobänder zu produzieren.
Bei dem 24-Stunden-Happening am 5. Juni 1965 in der Galerie Parnass führte Paik seine Robot Opera auf. Dabei verkündete er: „Das Fernsehen hat uns ein Leben lang attackiert, jetzt schlagen wir zurück“. Weitere Teilnehmer waren Joseph Beuys, Bazon Brock, Charlotte Moorman, Eckart Rahn, Tomas Schmit und Wolf Vostell. Im Anschluss an das Happening erklärten sie die Fotografin der Aktion, Ute Klophaus, zur Mitautorin und Aktionsteilnehmerin.
Gemeinsam mit dem japanischen Ingenieur Shuya Abe entwickelte Paik einen analogen Videosynthesizer, mit dem Fernseh- und Videobilder technisch – z. B. mit Farbveränderungen – manipuliert werden konnten. Die so erzeugten Bilder wurden Grundlage seiner Videoinstallationen und Videobänder. Sein Video Global Groove von 1973 nahm die Ästhetik des Musikvideos vorweg. Der bekennende Buddhist Paik ironisierte 1974 seinen Glauben mit TV-Buddha, einer Closed Circuit Video-Installation mit einem bronzenen Buddha, der gegenüber einem Bildschirm sitzt und scheinbar über seine Live-Aufnahme meditiert, die allerdings ein seitenrichtiges Abbild zeigt.
Eine seiner wichtigsten Kooperationspartnerinnen war seit den späten 1960er und frühen 1970er Jahren die amerikanische Cellistin Charlotte Moorman. Bei einer Performance 1967 in New York, bei der beide Künstler mit nackten Oberkörpern aufgetreten waren, wurden sie von der Polizei festgenommen.
Seit 1980 erstellte Nam June Paik hauptsächlich Multi-Monitor-Videoinstallationen, in denen er Fernsehmonitore zu Skulpturen anordnete und zum simultanen Abspielen mehrerer Videosequenzen nutzte. 1982 erregte Paik durch eine spektakuläre Installation aus 384 Monitoren im Pariser Centre Pompidou Aufsehen.
1984 nahm er an der Ausstellung Von hier aus – Zwei Monate neue deutsche Kunst in Düsseldorf teil. Bei den Olympischen Sommerspielen 1988 in Seoul präsentierte der Koreaner mit einem Medienturm aus 1.003 Monitoren mit dem Titel The More The Better ein noch größeres Kunstobjekt.
Nam June Paik wurde US-Bürger und heiratete 1977 die japanisch-amerikanische Videokünstlerin Shigeko Kubota. Im selben Jahr nahm er an der documenta 6 in Kassel teil.

Eingeladen durch den damaligen Kommissar für den Deutschen Pavillon der Biennale von Venedig, Klaus Bußmann, erhielt Paik als Kulturnomade 1993 zusammen mit dem in New York lebenden deutschen Künstler Hans Haacke den Goldenen Löwen für den besten Länderpavillon. Nam June Paik war auch Teilnehmer der documenta 8 im Jahr 1987 in Kassel.

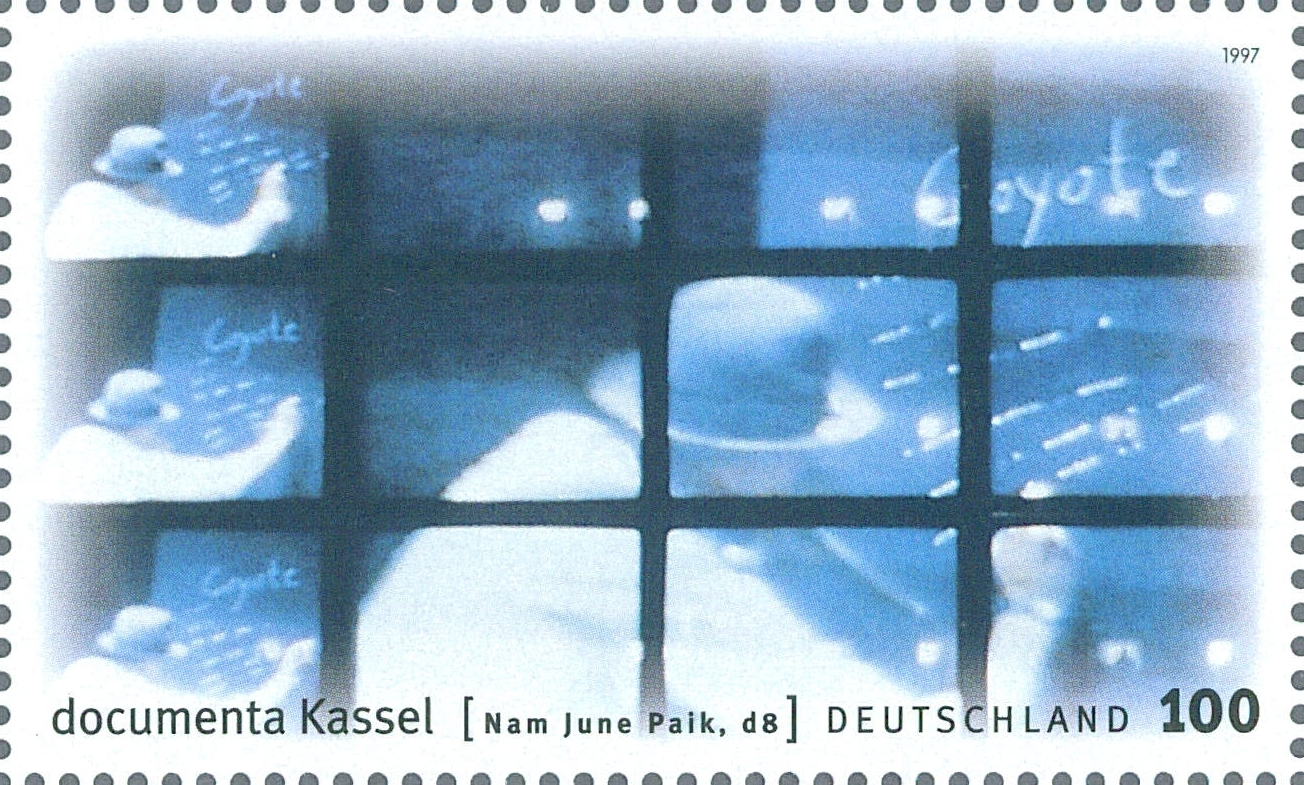
Sonderbriefmarke der Deutschen Post zur Documenta X 1997 – Motiv: Videowand von Nam June Paik zur Documenta 8

Sein Schaffen wurde mit zahlreichen Einzelausstellungen und Preisen gewürdigt. Viele seiner Objekte und Installationen sind in Museen zu besichtigen. Sein Neffe Ken Paik Hakuta leitet das Nam June Paik Studio in New York City.
1996 erlitt er einen Schlaganfall und war seitdem halbseitig gelähmt und auf einen Rollstuhl angewiesen. Seine Kreativität war jedoch ungebrochen, er realisierte seine künstlerischen Ideen mit Hilfe von Assistenten. 1999 wählte ihn das ARTnews magazine zu den einflussreichsten Künstlern des 20. Jahrhunderts. Seit 2002 wird der nach ihm benannte Nam June Paik Award für Medienkunst vergeben.
Die Kyonggi Cultural Foundation lud 2003 zu einem internationalen Architekturwettbewerb ein, mit dem Ziel, ein Paik-Museum in Yongin (Provinz Gyeonggi-do) zu realisieren. Die Vollendung des Nam June Paik Art Center erlebte Paik nicht mehr; er starb am 29. Januar 2006 in Miami. Gemäß Paiks testamentarischer Verfügung fand eine Feuerbestattung statt, und die Urne wurde nach Korea überführt.
Der Siegerentwurf der Berliner Architektin Kirsten Schemel wurde bis Ende 2008 rund 30 Kilometer südlich von Seoul in Zusammenarbeit mit der ebenfalls aus Berlin stammenden Architektin Marina Stankovic und nach mehrfacher Überarbeitung erbaut. Die feierliche Eröffnung, bei der auch die Witwe Paiks zugegen war, fand im Oktober 2008 statt.

## Werke (Auswahl)
- 1959: Hommage à John Cage
- 1974: TV-Buddha

Teil der Sammlung des ZKM, Karlsruhe:
- 1986: Passage (2-Kanal Videoskulptur)
- 1989: Buddha (Bronzeskulptur)
- 1989: Canopus (1-Kanal Videoskulptur)
- 1989: Arche Noah (2-Kanal Videoinstallation)
- 1989: Evolution (Portfolio aus 8 Blättern)
- 1984: V-IDEA (Portfolio aus 10 Blättern)
- 1992: Versaille Fountain (Video-Plastik)
- 1994: Internet Dream (Videoinstallation), Museum für Moderne Kunst (MMK), Frankfurt am Main
- 1988: One Candle, Essl Museum – Kunst der Gegenwart, Klosterneuburg / Wien
- 1995: Duet Memory (Videoinstallation)

## Auszeichnungen (Auswahl)
- 1981: Will-Grohmann-Preis
- 1989: Kurt-Schwitters-Preis, Hannover
- 1991: Kaiserring der Stadt Goslar
- 1992: Picasso-Medaille der UNESCO
- 1993: Goldener Löwe für den besten Länderpavillon auf der Biennale von Venedig
- 1995: Ho-Am-Preis
- 1998: Kyoto-Preis
- 2001: Wilhelm-Lehmbruck-Preis der Stadt Duisburg

## Film
- Nam June Paik. Open your eyes. Dokumentarfilm, Deutschland, 2010, 61 Min., Buch und Regie: Maria Anna Tappeiner, Produktion: WDR, Erstausstrahlung: 30. Oktober 2010, 22:55h bei 3sat, Inhaltsangabe von 3sat.
- Nam June Paik: Moon Is the Oldest TV. Dokumentarfilm, USA, 2023, 107 Min., Regie: Amanda Kim.[10][11]